# Zlatý míč České republiky
Zlatý míč České republiky (deutsch: Goldener Ball der Tschechischen Republik) ist eine Ehrung für den besten tschechischen Fußballspieler einer Saison.
Gewählt wird seit 1997 der beste tschechische Spieler einer Spielzeit durch tschechische Fußballjournalisten, genauer durch rund 100 Mitglieder des Klub sportovních novinářů, wobei eine Wahl im Dezember, eine zweite nach Ablauf einer Saison stattfindet. Die Stimmen beider Wahlgänge werden anschließend addiert.
Gleichzeitig mit der Zlatý míč-Ehrung wird seit 2002 auch der beste Trainer einer Saison gewählt, er erhält den Rudolf-Vytlačil-Preis (Trenér roku, Cena Rudolfa Vytlačila). Eine weitere Ehrung gibt es für die Neuentdeckung einer Saison (Objev sezony).
Neben der Zlatý míč-Ehrung für den besten Spieler einer Saison wird vom tschechischen Fußballverband auch der Titel Tschechischer Fußballer des Jahres vergeben.

## Bisherige Titelträger

### Zlatý míč
| Jahr    | Sieger            | Verein(e)           |
| ------- | ----------------- | ------------------- |
| 1996/97 | Jiří Němec (1)    | FC Schalke 04       |
| 1997/98 | Pavel Nedvěd (1)  | Lazio Rom           |
| 1998/99 | Patrik Berger (1) | FC Liverpool        |
| 1999/00 | Pavel Nedvěd (2)  | Lazio Rom           |
| 2000/01 | Pavel Nedvěd (3)  | Lazio Rom           |
| 2001/02 | Tomáš Rosický (1) | Borussia Dortmund   |
| 2002/03 | Pavel Nedvěd (4)  | Juventus Turin      |
| 2003/04 | Pavel Nedvěd (5)  | Juventus Turin      |
| 2004/05 | Petr Čech (1)     | FC Chelsea          |
| 2005/06 | Petr Čech (2)     | FC Chelsea          |
| 2006/07 | Petr Čech (3)     | FC Chelsea          |
| 2007/08 | Petr Čech (4)     | FC Chelsea          |
| 2008/09 | Pavel Nedvěd (6)  | Juventus Turin      |
| 2009/10 | Petr Čech (5)     | FC Chelsea          |
| 2010/11 | Petr Čech (6)     | FC Chelsea          |
| 2011/12 | Petr Čech (7)     | FC Chelsea          |
| 2012/13 | Petr Čech (8)     | FC Chelsea          |
| 2013/14 | Petr Čech (9)     | FC Chelsea          |
| 2014/15 | David Lafata (1)  | Sparta Prag         |
| 2015/16 | Petr Čech (10)    | FC Arsenal          |
| 2016/17 | Petr Čech (11)    | FC Arsenal          |
| 2017/18 | Petr Čech (12)    | FC Arsenal          |
| 2018/19 | Tomáš Vaclík (1)  | FC Sevilla          |
| 2019/20 | Tomáš Souček (1)  | West Ham United     |
| 2020/21 | Tomáš Souček (2)  | West Ham United     |
| 2021/22 | Patrik Schick (1) | Bayer 04 Leverkusen |
| 2022/23 | Tomáš Souček (3)  | West Ham United     |

### Bester Trainer der Saison (Rudolf Vytlačil-Preis)
| Jahr    | Sieger                 | Verein(e)                       |
| ------- | ---------------------- | ------------------------------- |
| 2001/02 | Ladislav Škorpil (1)   | FC Slovan Liberec               |
| 2002/03 | Karel Brückner (1)     | Tschechische Nationalmannschaft |
| 2003/04 | František Komňacký (1) | FC Baník Ostrava                |
| 2004/05 | Karel Brückner (2)     | Tschechische Nationalmannschaft |
| 2005/06 | Vítězslav Lavička (1)  | FC Slovan Liberec               |
| 2006/07 | Vítězslav Lavička (2)  | FC Slovan Liberec               |
| 2007/08 | Karel Jarolím (1)      | Slavia Prag                     |
| 2008/09 | Karel Jarolím (2)      | Slavia Prag                     |
| 2009/10 | František Komňacký (2) | FK Jablonec                     |
| 2010/11 | Pavel Vrba (1)         | Viktoria Pilsen                 |

### Entdeckung der Saison
| Jahr    | Sieger            | Verein(e)                         |
| ------- | ----------------- | --------------------------------- |
| 2001/02 | Rudolf Skácel     | SK Hradec Králové und Slavia Prag |
| 2002/03 | Mario Lička       | FC Baník Ostrava                  |
| 2003/04 | Filip Dort        | SFC Opava                         |
| 2004/05 | Roman Bednář      | FK Mladá Boleslav                 |
| 2005/06 | Marek Suchý       | Slavia Prag                       |
| 2006/07 | Zdeněk Zlámal     | FC Tescoma Zlín                   |
| 2007/08 | František Dřížďal | Slavia Prag                       |
| 2008/09 | Jan Chramosta     | FK Mladá Boleslav                 |
| 2009/10 | Matěj Vydra       | FC Baník Ostrava                  |
| 2010/11 | Léonard Kweuke    | Sparta Prag                       |